# Usiminas

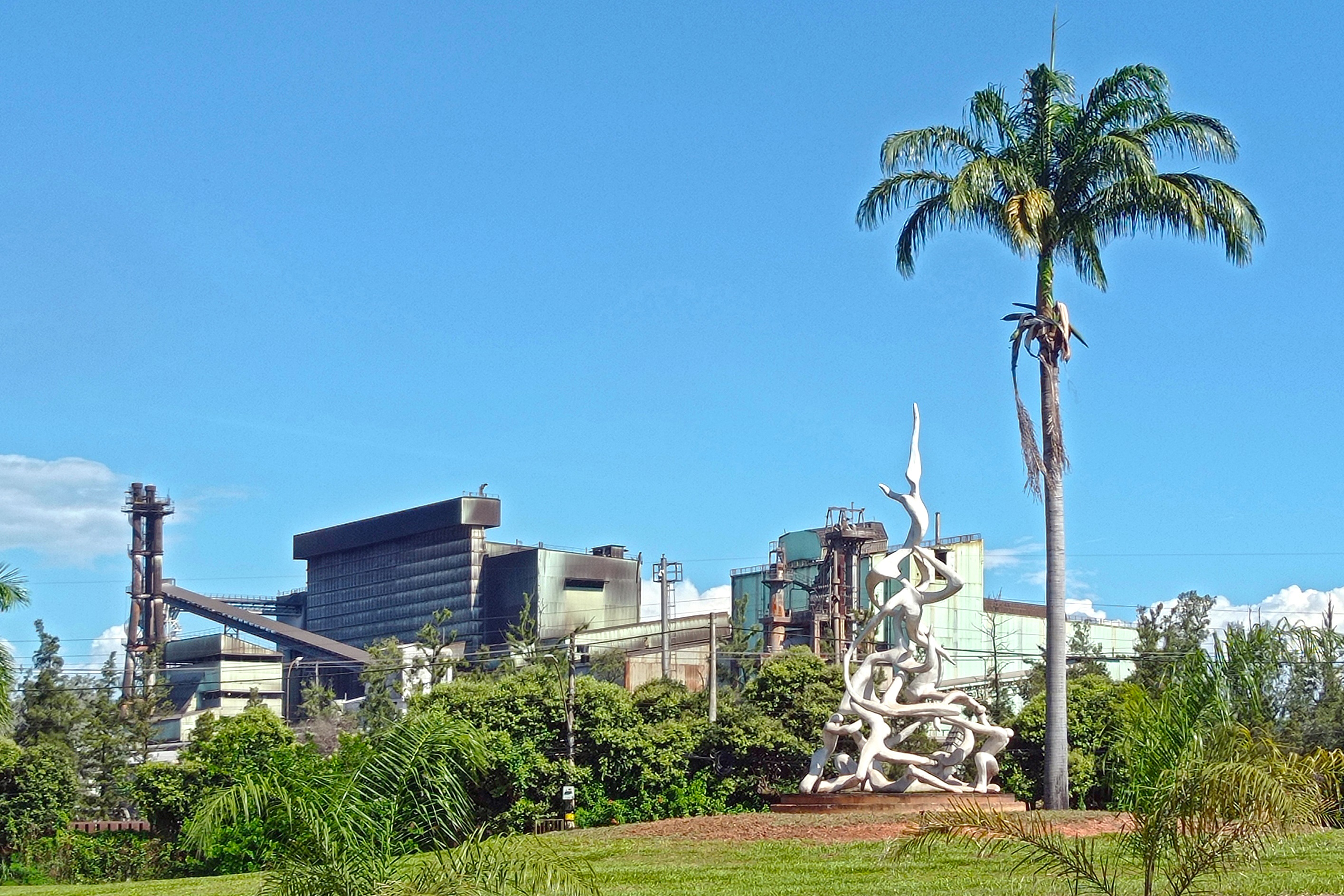
La escultura "Millenium" (2007), de la artista Vilma Nöel, con la fábrica de Usiminas al fondo en Ipatinga.

Usinas Siderúrgicas de Minas Gerais bajo la marca comercial de Usiminas es uno de los mayores productores de acero de América, con importantes plantas siderúrgicas en Brasil. La empresa representa el 28% de la producción total de acero en Brasil.
Usiminas tiene una capacidad instalada para producir 9,5 millones de toneladas de acero bruto. La empresa también actúa en el sector logístico a través de una participación en la empresa de logística MRS Logística. El complejo industrial de Usiminas es el mayor complejo siderúrgico de América Latina y uno de los 20 mayores del mundo. La empresa era uno de los mayores accionistas de la empresa argentina Ternium, representando el 14,2% del capital total.

## Historia
Fundada el 25 de abril de 1956, en un escenario brasileño de euforia y optimismo generado por el Plan de Desarrollo del gobierno de Juscelino Kubitschek, en Horto de Nossa Senhora, hoy Ipatinga.
Creada originalmente como una empresa estatal con el apoyo de capital y tecnología japonesa, fue inaugurada en 1962 en el entonces distrito de Ipatinga, que en ese momento pertenecía al municipio de Coronel Fabriciano.
En 1958, Usiminas se convirtió en una empresa conjunta, con participación de capital estatal en asociación con accionistas japoneses, lo que permitió un nuevo estilo de gestión compartida, similar al sector privado. Con el aporte de capital del Gobierno de Minas Gerais, del Gobierno Federal y de Japón, significó, en su momento, la realización del ideal minero y, al mismo tiempo, respondió al deseo y necesidad de Japón de demostrar la presencia y marca de su tecnología en el mundo occidental.
El 26 de octubre de 1962, João Goulart inauguró la Usina Intendente Câmara.
Unas horas más tarde, comenzó la primera corrida de arrabio, es decir, la primera producción industrial de Usiminas. De esta manera se inauguraron una serie de nuevos escenarios y nuevas aperturas.
En la década de 1970, años dorados para el país, fue la época del milagro brasileño en la que la economía se recuperó y creció rápidamente, reflejo de las nuevas medidas adoptadas por el Gobierno Federal. Usiminas jugó un papel fundamental en este proceso, siendo responsable de suministrar los insumos básicos para la reactivación de la industria pesada – naval, automotriz y construcción civil.
En 1971, la capacidad de producción alcanzó 1 millón de toneladas de acero por año. Esto garantizó su paso a tres nuevas fases de expansión, que le permitieron, a finales de la década, producir 3,5 millones de toneladas anuales.
En septiembre de 1973 se creó el holding Siderbrás para controlar y coordinar la producción de acero en Brasil. La empresa recibió la transferencia de la participación del BNDES en varias empresas del sector, controlando inicialmente siete empresas: CSN, Usiminas, Cosipa, Cofavi, Cosim, Usiba y Piratini.
Si en los años 70 se produjo un gran crecimiento, a principios de los 80 Brasil retrocedió. En la etapa de una profunda recesión, el país enfrentó deuda, inflación galopante, desempleo y una caída del PIB, lo que planteó un nuevo desafío para Usiminas: adaptarse a esta situación turbulenta.
Se convirtió en la primera empresa estatal privatizada el 24 de octubre de 1991 por el entonces presidente Fernando Collor de Mello. A pesar de las protestas que se produjeron en su momento y de la serie de despidos tras la privatización, la ruptura de vínculos estatales significó una mayor competitividad y productividad para la empresa, lo que le permitió ser considerada por la revista Exame, especializada en negocios y administración, como la mejor empresa del país en 1994.

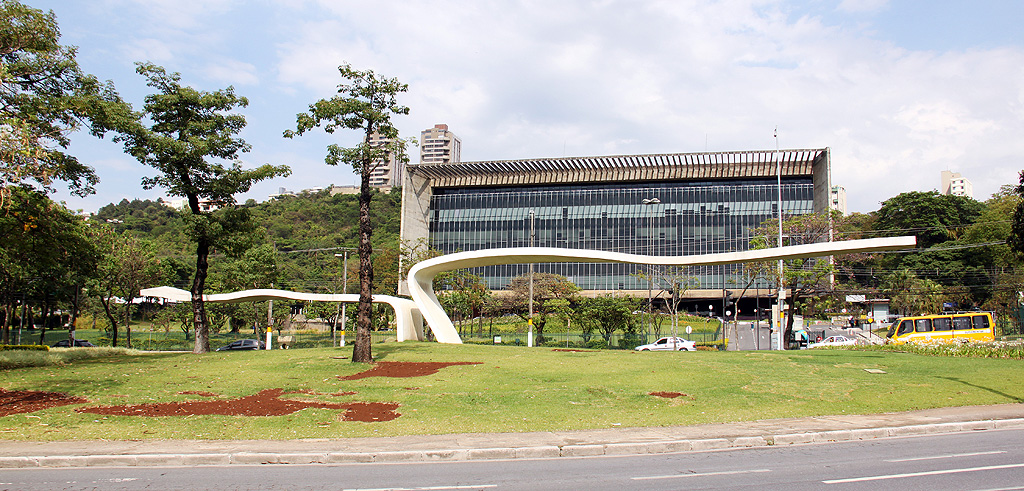
Praça Pedro Melo, en Pampulha, con la escultura del artista Tomie Ohtake (2004) y la antigua sede de Usiminas (1980) al fondo.

En 2008, Usiminas inició un proceso de reestructuración en sus procesos administrativos y productivos. En 2009, la empresa despidió a 700 trabajadores debido a la caída de actividades y comenzó a operar a alrededor del 50% de su capacidad. Ese mismo año se lanzó el nuevo logotipo de la empresa, que ahora tiene, junto al nombre, un símbolo estilizado de una bandeja de transporte de arrabio. Las empresas adquiridas por la empresa, como Cosipa y Zamprogna, comenzaron a operar bajo el nombre de Usiminas.
A finales de 2020, Usiminas anunció la venta de su sede administrativa, ubicada en la Región de Pampulha, en Belo Horizonte. El edificio de vidrio y hormigón, diseñado por el arquitecto Raphael Hardy Filho y adornado con un jardín del paisajista Burle Marx, fue negociado por 130 millones de reales para dar paso a un hospital gestionado por la Fundación São Francisco Xavier, el brazo social de la propia empresa. En marzo de 2021, Usiminas anunció su nueva sede en Belo Horizonte: la Amadeus Business Tower, un edificio ubicado en la Avenida do Contorno, en la región de Savassi.
En 2023, el Grupo Techint anuncio la adquisición mayoritaria de la empresa al aumentar su participación al 61,7% tras una inversion de 141,7 millones de dólares.
En 2024, Ternium fue condenada por el Supremo Tribunal Federal de Brasil a pagar 5000 millones de reales a la Companhia Siderúrgica Nacional por irregularidades en la adquisición de las acciones de Usiminas.

## Empresas del Grupo Usiminas

### Minería Usiminas
minería y transporte ferroviario, creadas en 2010 a través de una joint venture con el grupo japonés Sumitomo Corporation. Tiene una participación del 20% en el capital de MRS. Ubicado en el municipio de Itatiauçu (MG), en Serra Azul.

### Soluciones Usiminas
Distribución y transformación de acero, creada en 2009 con la fusión de las empresas Fasal, Rio Negro, Dufer, Zamprogna y Usicort. Tiene once unidades industriales en Brasil.

### Mecánica Usiminas
Montaje industrial y bienes de capital, inversión en la industria del gas y la energía, vivienda asequible e infraestructura.

### Unigal Usiminas
Procesamiento de acero galvanizado por inmersión en caliente. Creada en 1999 a través de una joint venture entre Usiminas y Nippon Steel.